# Elecciones municipales de Brasil de 2024
Las elecciones municipales de Brasil de 2024 se llevaron a cabo el 6 de octubre, con el sistema electoral a dos vueltas, la segunda vuelta se llevó a cabo el 27 de octubre. Más de 120 millones de electores escogieron los alcaldes (prefectos), vicealcaldes (viceprefectos) y concejales (vereadores) de los 5.568 municipios de Brasil.